# Captain Planet
Captain Planet (Original: zunächst Captain Planet and the Planeteers, ab 1993 schließlich The New Adventures of Captain Planet) ist eine von Ted Turner erfundene Zeichentrickserie, die Jugendliche auf die Umweltverschmutzung aufmerksam machen und dementsprechend zu umweltfreundlichem Verhalten anhalten soll. Die Serie lief vom 10. September 1990 bis 1993 und endete mit dem Verkauf der Rechte, die Serie auf anderen Fernsehsendern auszustrahlen. 1993–1996 wurde die Serie von Hanna-Barbera unter dem Titel The New Adventures of Captain Planet fortgesetzt. Eine Spielzeugserie von Action-Figuren und Fahrzeugen wurde in den Jahren 1991–1994 von Tiger Electronics vertrieben.

## Handlung
Gaia, die Mutter der Erde, ist durch die mutwillige Zerstörung der Menschen am Planeten Erde aus ihrem langen Schlaf geweckt worden. Die Erkenntnis, dass die Erde immer mehr Schaden und Zerstörungen ausgeliefert ist, brachte sie dazu, fünf magische Ringe zu erschaffen, wobei jeder einzelne im Stande ist, eines der Naturelemente: Erde, Feuer, Wind und Wasser sowie das Element Liebe zu kontrollieren.
Gaia sendet die Ringe an fünf auserwählte junge Menschen, die aus verschiedenen Teilen der Erde stammen: Kwame aus Afrika, Wheeler aus Nordamerika, Lenka aus Russland, Gi aus Asien und Ma-Ti aus Südamerika. Diese fünf Helfer der Erde bilden das „Planetenteam“. Ihre Aufgabe ist es, die Erde vor Katastrophen zu schützen und ihr Bestes zu tun, um diese zu vermeiden. Gaia nutzt ihre Sehkraft, um Gebiete, die von Zerstörung bedroht sind, ausfindig zu machen und anschließend das Planetenteam dorthin zu schicken, um die Probleme zu lösen. Das Planeten-Team verwendet ein mit Solarenergie betriebenes Transportmittel, damit es selbst keine Umweltverschmutzung verursacht.
In manchen ausweglosen Situationen, die selbst das Planetenteam nicht meistern kann, vereinen und vergrößern sie all ihre Kräfte, um Captain Planet herbeizurufen. Dieser besitzt alle Kräfte des Planeten-Teams nicht nur vereint, sondern auch verdoppelt, um zu symbolisieren, dass vereinte Kräfte noch stärker sind als die Kraft jedes einzelnen für sich alleine. Captain Planet hat silbrig-blaue Haut und grasgrüne Haare. Er trägt rote Handschuhe, Stiefel, eine Badehose und Schulterklappen mit einer gelben Abbildung der Erde auf der Brust. Die Farben seiner Kleidung repräsentieren zugleich die Farben der Ringe (Grün → Erde, Rot → Feuer, Silber → Wind, Blau → Wasser und Gelb → Liebe). Wie auch viele andere Superhelden besitzt er übermenschliche Kräfte und die Fähigkeit zu fliegen.
Trotz seiner Schwachstelle, der Umweltverschmutzung, ist Captain Planet ein gefürchteter und tapferer Held. Wenn Captain Planet seine Arbeit getan hat, kehrt er zurück zur Erde, um seine Kräfte wieder neu aufzuladen. Bevor er das macht, sagt er immer seinen bekannten Spruch: „Ihr habt die Macht!“

## Charaktere
Das Planetenteam wird von Gaia, einer modernen Darstellung der antiken griechischen Fruchtbarkeitsgöttin und des Planeten Erde, herbeigerufen, um die Welt vor Umweltverschmutzung, Verbrechern und Naturkatastrophen zu schützen. Die fünf Jugendlichen, die alle aus unterschiedlichen Regionen der Welt kommen, verkörpern unterschiedliche ethnische Gruppen. Die ihnen gegebenen magischen Ringe ermöglichen es ihnen zeitweise, die vier klassischen Elemente (Erde, Feuer, Wind und Wasser) sowie ein fünftes Element namens „Liebe“ (umfasst Liebe, Kommunikation und Telepathie) zu kontrollieren.
- Kwame: Herkunft Afrika. Er besitzt die Kraft der Erde und ist der erste in der Reihenfolge, um Captain Planet mittels Ring herbeizurufen. Er ist 16 Jahre alt, hat dunkelbraunes Haar sowie dunkelbraune Augenfarbe. Er hat ein Faible für Pflanzen und Bäume. Kwame wuchs in einem Volksstamm in seinem Heimatdorf in Afrika auf. Er ist mit dem Land und der Umgebung eins und setzt alles daran, diese zu schützen und zu erhalten. Insgeheim gilt er als Anführer des Planetenteams und verkörpert die Stimme der Vernunft und hält das Team in schwierigen Situationen unter Kontrolle.

- Wheeler: Herkunft Nordamerika (Brooklyn, New York). Er besitzt die Kraft des Feuers und ist der zweite in der Reihenfolge, um Captain Planet mittels Ring herbeizurufen. Er ist 17 Jahre alt, hat rotes Haar sowie hellblaue Augenfarbe. Wheeler ist der älteste der Truppe, weist aber nicht unbedingt viel Wissen über den Schutz und die Erhaltung der Erde und der Umwelt auf. Er ist der nette, gelassene Spaßvogel des Teams und obwohl er das Herz am rechten Fleck hat, gerät er oft in manch brenzlige Situation. Er und Lenka entwickeln gleich zu Beginn der Serie eine besondere Beziehung zueinander. Ihre gegenseitigen besserwisserischen Zurechtweisungen sind der Deckmantel ihrer eigentlichen Zuneigung füreinander. Sein Mitgefühl und Kampfgeist macht Wheeler zum Rückgrat des Teams.

- Lenka: Herkunft Russland in der deutschsprachigen Fassung; Sowjetunion bzw. später Osteuropa in der englischen Originalfassung. Lenka wird in der englischen Originalfassung Linka geschrieben und ausgesprochen. Sie besitzt die Kraft des Windes und ist die dritte in der Reihenfolge, um Captain Planet mittels Ring herbeizurufen. Sie ist 16 Jahre alt, hat blondes Haar sowie blaue Augenfarbe. In späteren Folgen der Serie wurde ihre Augenfarbe jedoch auf grün geändert. Sie hat eine Vorliebe für Vögel und studiert Vogelkunde. Sie ist eine Meisterin in Strategie und Logik sowie Computerexpertin. Lenka ist sehr sachlich orientiert und ihr guter Menschenverstand trägt in vielen kritischen Momenten zur Problemlösung bei. Manchmal neigt sie dazu, Wheelers Annäherungsversuche zu erwidern oder scheint sogar Gefallen an ihnen zu finden. Sie lässt dies jedoch kaum erkennen und zeigt sich deshalb oft unbeeindruckt und von ihm genervt.

- Gi: Herkunft Asien. In der deutschsprachigen Fassung Ostasien. Sie besitzt die Kraft des Wassers und ist die vierte in der Reihenfolge, um Captain Planet mittels Ring herbeizurufen. Sie ist 16 Jahre alt, hat schwarz-blaues Haar sowie hellbraune Augenfarbe. Gi ist eine selbsternannte Meeresbiologin. Ihre Liebe zu Tieren, insbesondere aber zu Meerestieren, trägt zum gemeinsamen Bewusstsein des Planetenteams bei, verschiedenste Tierarten und Spezies zu schützen. Barbara Pyle beschrieb ihre Nationalität als malaysisch oder japanisch.

- Ma-Ti: Herkunft Südamerika (Amazonischer Regenwald). Er besitzt die Kraft der Liebe (im englischen Original heart/Herz) und ist der fünfte und letzte in der Reihenfolge, um Captain Planet mittels Ring herbeizurufen. Ma-Ti wuchs bei einem Kayapo-Schamanen auf und nutzt die Kraft der Liebe, um anderen Lebewesen Fürsorge, Mitgefühl und Verständnis beizubringen und zu vermitteln. Mit dieser Kraft kann er außerdem auch mit Tieren telepathisch Kontakt aufnehmen und mit ihnen kommunizieren. Mit zwölf Jahren ist er der jüngste und körperlich der kleinste der Truppe. Er hat langes schwarzes Haar sowie dunkelbraune Augenfarbe. Durch seine kindliche Sympathie und Unschuldigkeit hält er die ganze Gruppe zusammen. Ma-Ti hat auch einen kleinen Affen namens Suchi als Haustier, der oft bei ihm auf der Schulter sitzt und das Planetenteam auf seinen Reisen begleitet.

Um Captain Planet rufen zu können, bedarf es einer genauen Abfolge von Handlungen. Jedes der fünf Mitglieder des Planetenteams ruft nacheinander mithilfe seines Ringes laut den Namen seines Elementes auf, streckt dabei die Hand mit dem Ring in die Luft und setzt so die magischen Kraftstrahlen der Ringe frei, die miteinander verschmelzen und damit Captain Planet erschaffen.
| Name      | Herkunft    | Element |
| --------- | ----------- | ------- |
| Kwame ♂   | Afrika      | Erde    |
| Wheeler ♂ | Nordamerika | Feuer   |
| Lenka ♀   | Russland    | Wind    |
| Gi ♀      | Asien       | Wasser  |
| Ma-Ti ♂   | Südamerika  | Liebe   |

1. ↑  In der deutschen Fassung kommt Lenka immer nur aus Russland. Da die Serie aus den 1990er Jahren stammt und es damals noch die Sowjetunion gab, verwendete man in der englischen Originalfassung zunächst Soviet Union. Als die Sowjetunion im Dezember 1991 aufgelöst wurde, wurde ein neues Intro eingespielt, in dem Lenka nun aus dem Gebiet Eastern Europe also Osteuropa kommt. Da aber die Serie erst einige Jahre später auf Deutsch synchronisiert wurde und Russland zu diesem Zeitpunkt bereits existierte, wurde in der deutschen Fassung von Anfang an der Begriff Russland verwendet.
2. ↑  Liebe ist kein klassisches Element.
3. ↑  In der englischen Version wird das Wort: „Heart“ („Herz“) verwendet.

## Schurken
Eine kleine Gruppe von Schurken, auch genannt die „Umweltschurken“, kommt in den Episoden mehrmals vor. Meistens arbeiten die Schurken alleine oder haben einen Gehilfen, mit dem sie nach ihren eigenen Interessen versuchen, der Erde zu schaden. Gelegentlich kommt es auch vor, dass sich zwei oder drei Schurken zusammenschließen oder eine „Mafia“ gründen, um dann den Planeten gemeinsam zu verschmutzen.
Die bekanntesten sind:
- „Plünder-King“ ♂ (engl. original Looten Plunder), ein wohlhabender Wilderer und habgieriger Geschäftsmann
- „Graf Atomar“ ♂ (engl. original Duke Nukem), ein radioaktiver Mutant, der die Gefahr der Kernenergie verkörpert
- „Doktor Plage“ ♀ (engl. original Dr. Blight) eine verrückte Wissenschaftlerin, die die Gefahr der unkontrollierten Technik und unmoralische Wissenschaftsexperimente repräsentiert
- „Big Matsch“ ♂ (engl. original Sly Sludge), ein skrupelloser Müllsammler
- „Ratzfatz“ ♂ (engl. original Verminous Skumm) teils Mensch, teils Ratte, verkörpert mangelnde Hygiene und Urbanisierung
- „Raffgier“ ♂ (engl. original Hoggish Greedly), ein schweineähnlicher Mensch, der unkontrollierte Industrialisierung und Gier verkörpert
- „Zarm“ ♂ (engl. original Zarm), der ehemalige Geist der Erde, der Gaia wegen seines Größenwahns nach Eroberung fremder Länder verließ und schließlich Planeten anderer Völker zerstörte

## Synchronisation
Die deutsche Fassung von Captain Planet wurde von der Hamburger Synchron GmbH synchronisiert.
| Rolle                                | Originalsprecher                                                   | Synchronsprecher     |
| Introsprecher                        | LeVar Burton (1990–1992) David Coburn (1993–1996)                  | Matthias Krings      |
| Captain Planet ♂                     | David Coburn                                                       | Sascha Draeger       |
| Gaia ♀                               | Whoopi Goldberg (1990–1992) Margot Kidder (1993–1996)              | Heidi Berndt         |
| Kwame ♂                              | LeVar Burton                                                       | Stefan Brönneke      |
| Wheeler ♂                            | Joey Dedio                                                         | Björn Schalla        |
| Lenka ♀ (Linka)                      | Kath Soucie                                                        | Daniela Strietzel    |
| Gi ♀                                 | Janice Kawaye                                                      | Eva Michaelis        |
| Ma-Ti ♂                              | Scott Menville                                                     | Samira Chanfir       |
| Plünder King ♂ (Looten Plunder)      | James Coburn (1990–1992) Ed Gilbert (1993–1995)                    | Horst Breiter        |
| Dr. Plage ♀ (Dr. Blight)             | Meg Ryan (1990–1991) Mary Kay Bergman (1991–1996)                  | Isabella Grothe      |
| Big Matsch ♂ (Sly Sludge)            | Martin Sheen (1990–1992) Jim Cummings (1993–1995)                  | Gottfried Kramer     |
| Graf Atomar ♂ (Duke Nukem)           | Dean Stockwell (1990–1992), Maurice LaMarche (1990–1993)           | Franz-Josef Steffens |
| Bleimann ♂ (Gehilfe von Graf Atomar) | Frank Welker                                                       | Lutz Mackensy        |
| Raffgier ♂ (Hoggish Greedly)         | Ed Asner                                                           | Henning Schlüter     |
| Schrauber ♂ (Gehilfe von Raffgier)   | John Ratzenberger                                                  | Peter Heinrich       |
| Ratzfatz ♂ (Verminous Skumm)         | Jeff Goldblum (1990) Maurice LaMarche (1991–1995)                  | Günter Lüdke         |
| Zarm ♂                               | Sting (1990–1992) David Warner (1993) Malcolm McDowell (1994–1995) | Horst Stark          |